# Christian Hoff
Christian Hoff (San Diego (Californië) Californië, 21 april 1968) is een Amerikaanse televisie- en theateracteur.

## Biografie
Hoff begon op achtjarige leeftijd met acteren in het theater in San Diego, en niet veel later speelde hij de rol van Winthrop in de musical The Music Man. Later speelde hij nog meerdere rollen in het theater.
Hoffs begon in 1980 met acteren voor televisie in de televisieserie The Richie Rich/Scooby-Doo Show. Hierna heeft hij nog meerdere rollen gespeeld in televisieseries en films.

## Filmografie

### Films
Uitgezonderd korte films.
- 2014 Bad Dog and Superhero – als Bad Dog
- 1995 Family Values – als Johnson Huck
- 1992 Encino Man – als skater Boog
- 1992 Honor Thy Mother – als Moog
- 1991 Rock-A-Doodle – als Scott
- 1991 For the Very First Time – als Steven
- 1990 Archie: To Riverdale and Back Again – als werker bij Pop’s
- 1989 Beverly Hills Bodysnatchers – als Stu
- 1989 From the Dead of Night – als Davey
- 1987 In Love and War – als Sid op achttienjarige leeftijd

### Televisieseries
Uitgezonderd eenmalige gastrollen.
- 2006 All My Children – als Marty - ? afl.
- 1986 – 1987 ABC Afterschool Specials – als Kevin Casio – 2 afl.
- 1980 - 1981 The Richie Rich/Scooby-Doo Show – als Frederick Parker – 19 afl.

## TheaterwerkBroadway
- 2008-2009 Pal Joey - als Joey Evans
- 2005-2008 Jersey Boys - als Tommy DeVito
- 1993-1995 The Who's Tommy - als beveiliger

## Theaterwerkoff-Broadway
- The Music Man - als Whintrop
- Jersey Boys - als Tommy DeVito
- Tommy - als Pinball Lad
- Jesus Christ Superstar – als apostel Herod
- Dames at Sea - als Dick
- Pageant – als Miss Bible Bent
- Grease – als Sonny
- South Pacific - als Luther Billis
- Rockne – als Billy
- Camelot – als Mordred
- Lone Star Love - als Fenton
- The Rocky Horror Show - als Frank-N-Furter
- The Will Rogers Follies - als Will
- The Tin Pan Alley Frag – als The Songwriter
- George M! - als George
- The Merry Wives of Windsor – als Master Fenton
- Violet - als Monty
- Big River - als Huck

- Library of Congress Control Number: no2006013418
- Virtual International Authority File: 79816058
- WorldCat: E39PBJdCv6KJykcVvjjgmcM3wC